# Našiměřice

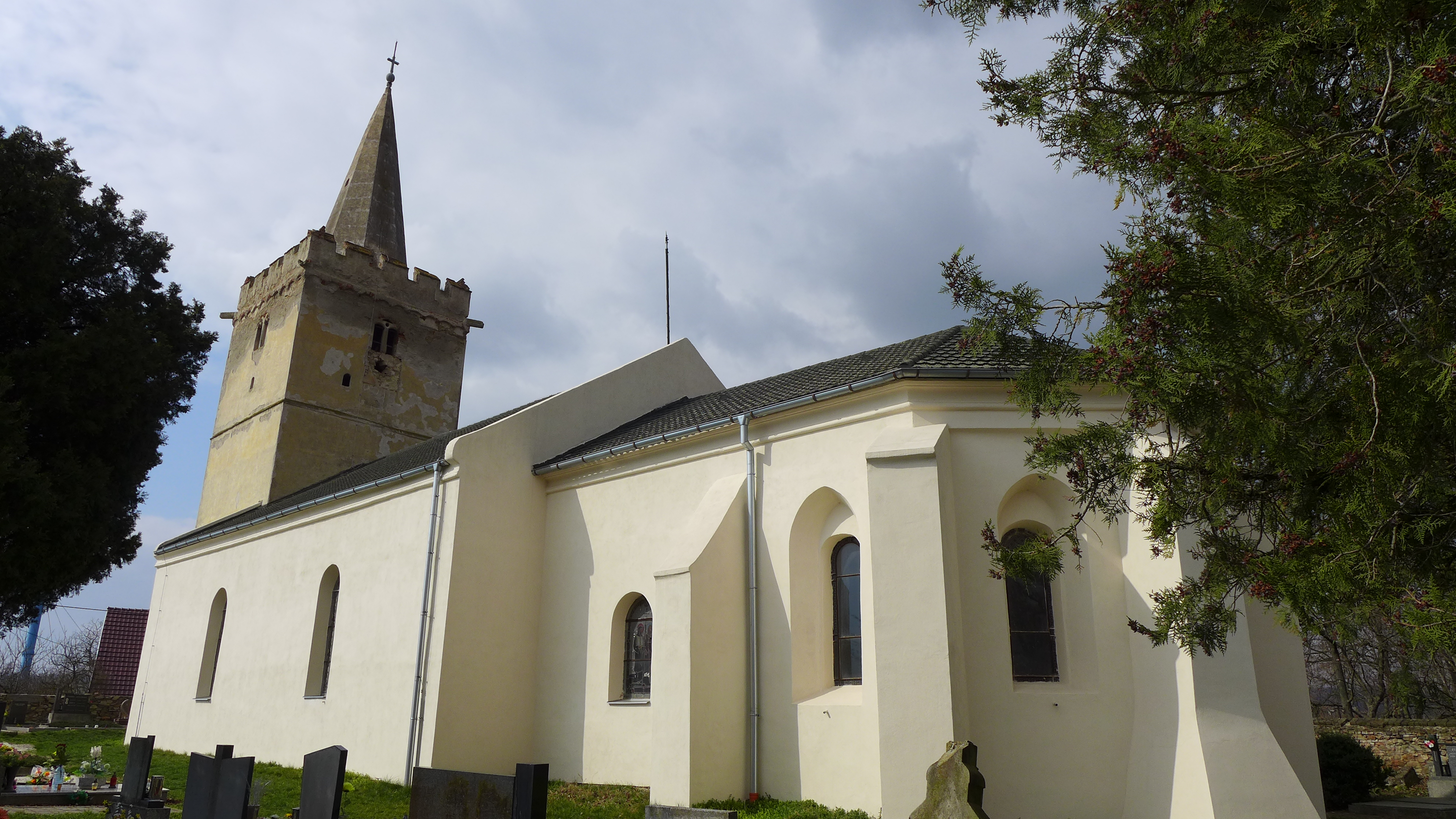
Ägidiuskirche

Našiměřice (deutsch Aschmeritz) ist eine Gemeinde im Okres Znojmo (Bezirk Znaim), Jihomoravský kraj (Region Südmähren) in der Tschechischen Republik. Das Dorf wurde als ein Straßendorf angelegt.

## Geographie
Die Nachbarorte sind im Süden Suchohrdly u Miroslavi (Socherl), im Osten Vinohrádky  und Branišovice (Frainspitz), im Südwesten Pemdorf, und im Norden Olbramovice (Wolframitz) und Bohutice (Bonitz).

## Geschichte
Im 11. bis 13. Jahrhundert kam es zu einer großen Siedlungsbewegung von West nach Ost. Mähren wurde von 1031 bis 1305 von der Dynastie der Přemysliden regiert. Um größere Gebiete landwirtschaftlich zu nutzen und damit höhere Erträge zu erzielen, bewarben sie die Kolonisten zum Beispiel mit zehn Jahre Steuerfreiheit (deutsches Siedlerrecht). Bis zum Jahre 1150 wurde das Gebiet um Mikulov (Nikolsburg) und Znojmo (Znaim) von deutschen Einwanderern aus Niederösterreich besiedelt. Die Anlage des Dorfes sowie die ui-Mundart bekunden, dass sie ursprünglich aus den bairischen Gebieten der Bistümer Regensburg und Passau stammten. Sie brachten neue landwirtschaftliche Geräte mit und führten die ertragreiche Dreifelderwirtschaft ein.
Die erste urkundliche Erwähnung des Dorfes war im Jahre 1236. In der Urkunde wird der Ort „Nasmeriz“ geschrieben. 1252 taucht Aschmeritz unter dem Namen „Naschmiritz“ erneut auf. Die heutige Schreibweise ist erst ab dem Jahre 1643 geläufig. Auch wurde schon immer in und um Aschmeritz der Weinbau betrieben. Am Ende des 16. Jahrhunderts lassen sich radikal-reformatorische Täufer in der Ortschaft nieder. Bald darauf gilt Aschmeritz als lutherisch, so dass bis zum Jahre 1619 ein protestantischer Pastor belegbar ist. Erst nach dem Sieg der kaiserlichen Truppen in der Schlacht am Weißen Berg und der nachfolgenden Gegenreformation wird der Ort wieder katholisch. Die täuferischen Hutterer werden im Jahre 1622 ausgewiesen und lassen sich großteils in Siebenbürgen nieder. Ab dem Dreißigjährigen Krieg gehörte Aschmeritz bis ins 19. Jahrhundert zur Herrschaft Kromau. Im Krieg selbst wurde die Kirche ausgeraubt und das Dorf selbst mehrmals geplündert. Am Ende des Krieges, im Jahre 1648, sind nur noch acht Hofstellen besetzt. Der Wiederaufbau geht langsam voran, so dass 1657 im Ort nur 40 Personen leben. Während des Siebenjährigen Krieges lagerten bei Aschmeritz preußische Truppen. Aschmeritz bleibt bis zum Jahr 1823 in Wolframitz eingepfarrt. Bis dahin wurde nur an jeden 3. Sonntag eine Messe im Ort abgehalten. Der Ort führte seit dem Jahre 1631 Matriken, ursprünglich wurden diese bei Wolframitz geführt. Onlinesuche über das Landesarchiv Brünn. In den Jahren 1884 bis 1888 wird ein Teil der Ernte durch Hagelschläge vernichtet. Im 19. Jahrhundert wurden Mauerreste gefunden, welche darauf schließen lassen, dass das Dorf früher befestigt war. Der größte Teil der Bewohner von Aschmeritz lebte von der Vieh- und Landwirtschaft. Aufgrund des Klimas wurden neben verschiedenen Getreidesorten auch Rüben, Linsen, Hirse, Birnen, Marillen, Zwetschgen und Kirschen angebaut. Der angebauten Weinmengen übertrafen nie den Eigenbedarf. Neben der Landwirtschaft gab es noch das übliche Kleingewerbe im Ort.
Nach dem Ersten Weltkrieg kam der zuvor zu Österreich-Ungarn gehörende Ort, der 1910 ausschließlich von Deutschmährern bewohnt wurde, durch den Vertrag von Saint-Germain zur Tschechoslowakei. In der Zwischenkriegszeit verstärkten die Arbeitslosigkeit, Maßnahmen wie die Bodenreform und die Sprachenverordnung die wachsenden Autonomiebestrebungen der deutschen Bürger und führten zu Spannungen innerhalb des Ortes. Durch das Münchner Abkommen wurde Aschmeritz mit 1. Oktober 1938 ein Teil des deutschen Reichsgaus Niederdonau.
Einen Tag vor dem Ende des Zweiten Weltkrieges wurde der Ort bombardiert. Beim Einmarsch der sowjetischen Truppen am 8. Mai 1945 kam es zu Vergewaltigungen und Plünderungen. Im Zweiten Weltkrieg hatte der Ort 15 Opfer zu beklagen. Nach dem Ende des Zweiten Weltkrieges (8. Mai 1945) wurden die im Münchener Abkommen an Deutschland übertragenen Territorien, also auch Aschmeritz, im Rückgriff auf den Vertrag von Saint-Germain wieder der Tschechoslowakei zugeordnet.
Bei antideutschen Maßnahmen durch tschechische Revolutionsgarden kommt es zu einem Ziviltoten. Die Häuser der deutschen Einwohner wurden von sogenannten Hausverwaltern aus Wolhynien in Besitz genommen.
Die in Österreich befindlichen Aschmeritzer wurden, in Übereinstimmung mit den ursprünglichen Überführungs-Zielen, bis auf eine Familie, alle 371 Ortsbewohner nach Deutschland weiter transferiert.

## Wappen und Siegel
Es ist nicht bekannt, ob Aschmeritz ein Siegel geführt hat. Man konnte nur feststellen, dass um das Jahr 1750 die 44 Hofstelleninhaber des Ortes ein Siegel führten. Dieses zeigte in einer Umschrift eine Pflanze.

## Bevölkerungsentwicklung
| Volkszählung | Einwohner gesamt | Volkszugehörigkeit der Einwohner | Volkszugehörigkeit der Einwohner | Volkszugehörigkeit der Einwohner |
| Jahr         | Einwohner gesamt | Deutsche                         | Tschechen                        | Andere                           |
| ------------ | ---------------- | -------------------------------- | -------------------------------- | -------------------------------- |
| 1880         | 445              | 442                              | 13                               | 0                                |
| 1890         | 418              | 418                              | 0                                | 0                                |
| 1900         | 470              | 456                              | 14                               | 0                                |
| 1910         | 482              | 482                              | 0                                | 0                                |
| 1921         | 448              | 415                              | 28                               | 5                                |
| 1930         | 457              | 372                              | 85                               | 0                                |

## Sehenswürdigkeiten
- Saalkirche St. Ägidius, nach einem Brand im Jahre 1893 renoviert, eine Glocke aus dem Jahre 1370. Unter der Kanzel ist das Grab des im Jahr 1656 verstorbenen Josef Kaspar Kranz, welcher Leibarzt des polnischen Königs Johann II. Kasimir war.[18]

## Persönlichkeiten
- Felix Judex (1885–1973), Heimatforscher

## Brauchtum
- Bis zur Vertreibung der deutschen Einwohner wurde der Brauch des Osterreitens gepflegt. Nach der Segnung des mitgeführten Kreuzes und der Pferde begann er bei der Kirche und führte über die Gemarkung des Ortes wieder zur Kirche zurück.[12]
- Zu Stefani machen die Knechte nach dem Essen mit dem Dienstherrn ihre Abrechnung, zu Drei Könige treten sie wieder ein. Manche bleiben jahrelang am Platz. Manches Haus kommt durch häufigen Wechsel in Verruf.